# Vista Hermosa, San Juan Evangelista
Vista Hermosa är en ort i Mexiko.   Den ligger i kommunen San Juan Evangelista och delstaten Veracruz, i den sydöstra delen av landet, 500 km öster om huvudstaden Mexico City. Vista Hermosa ligger 118 meter över havet och antalet invånare är 1 019.
Terrängen runt Vista Hermosa är huvudsakligen platt. Vista Hermosa ligger uppe på en höjd. Runt Vista Hermosa är det ganska tätbefolkat, med 67 invånare per kvadratkilometer. Närmaste större samhälle är Acayucan, 15,8 km öster om Vista Hermosa. Omgivningarna runt Vista Hermosa är en mosaik av jordbruksmark och naturlig växtlighet.